# Krogsta, Sigtuna kommun
Krogsta är en småort i Norrsunda socken i Sigtuna kommun i Stockholms län, belägen strax nordväst om Rosersberg.

## Administrativ historik
SCB räknade Krogsta som en småort första gången år 1990. Då hade den 53 invånare och omfattade 15 hektar. Sedan var befolkningen färre än 50 personer vid avgränsningarna år 1995 och år 2000 och området räknades därmed inte som småort. Sedan år 2005 definierar SCB återigen Krogsta som en småort med cirka 13 hektar och strax över 60 invånare, denna ort avgränsades med en annan småortskod.